# Sílvia Buarque
Sílvia Severo Buarque de Hollanda Díaz (Roma, 28 de março de 1969) é uma atriz brasileira nascida na Itália.

## Carreira
Participou de telenovelas como Perigosas Peruas onde interpretou a "descolada" Maria Doida, América onde interpretou a "Maria-breteira" Ellis Maria e em Caminho das Índias na qual interpretou a professora Berê, ambas telenovelas da Rede Globo.

## Vida pessoal
É filha do cantor Chico Buarque e da atriz Marieta Severo; seu padrinho de batismo foi o poeta Vinícius de Moraes. É casada desde 2004 com o ator Chico Díaz, com quem tem uma filha, Irene (2005). Sílvia Buarque é ligada ao Movimento Humanos Direitos.

## Filmografia

### Televisão
| Ano  | Título                             | Personagem           | Notas                                  |
| ---- | ---------------------------------- | -------------------- | -------------------------------------- |
| 1986 | Dona Beija                         | Teresa Tomásia       |                                        |
| 1987 | Corpo Santo                        | Lucinha              |                                        |
| 1988 | Bebê a Bordo                       | Raio de Luar         |                                        |
| 1989 | O Sexo dos Anjos                   | Ruth Muniz           |                                        |
| 1991 | O Sorriso do Lagarto               | Alicia               |                                        |
| 1992 | Perigosas Peruas                   | Maria Doida          |                                        |
| 1993 | Você Decide                        | Lindaura             | Episódio: "Ídolo Perdido"              |
| 1995 | Você Decide                        | Diana                | Episódio: "O Príncipe Desencantado"    |
| 1996 | A Comédia da Vida Privada          | Maria Teresa (jovem) | Episódio: "Parece Que Foi Ontem"       |
| 1996 | Xica da Silva                      | Elisa                |                                        |
| 2005 | América                            | Maria Elis           |                                        |
| 2007 | Amazônia, de Galvez a Chico Mendes | Mary Alegretti       |                                        |
| 2007 | Paidecendo no Paraíso              | Maristela            |                                        |
| 2008 | Dicas de Um Sedutor                | Ângela               | Episódio: "Filho Atrapalha?"           |
| 2009 | Caminho das Índias                 | Berenice (Berê)      |                                        |
| 2013 | Gonzaga: de Pai pra Filho          | Dina Pinheiro        |                                        |
| 2013 | Copa Hotel                         | Valquíria            | Episódio: "Um Homem Bom"               |
| 2014 | A Grande Família                   | Nenê (jovem)         | Episódio: "12"                         |
| 2014 | As Canalhas                        | Samantha             | Episódio: "Samantha, A Ciumenta"       |
| 2014 | Questão de Família                 | Janaína              | Episódio: "Claustrofobia"              |
| 2015 | Romance Policial - Espinosa        | Lúcia Almeida        | Episódio: "O Destino Bate à Sua Porta" |
| 2023 | Impuros                            | Laura                |                                        |
| 2023 | Betinho - No Fio da Navalha        | Dona Maria (jovem)   |                                        |

### Cinema
| Ano  | Título                      | Personagem      | Notas                            |
| ---- | --------------------------- | --------------- | -------------------------------- |
| 1987 | Por Dúvida das Vias         | Vera Lúcia      | Curta-metragem                   |
| 1988 | Mistério no Colégio Brasil  | Bebel           |                                  |
| 1994 | Veja Esta Canção            | Antônia         | Segmento: "Samba do Grande Amor" |
| 1996 | Anjos Urbanos               | Amiga           | Curta-metragem                   |
| 1996 | Buena Sorte                 | —               |                                  |
| 1998 | Como Ser Solteiro           | Recepcionista   |                                  |
| 1999 | Outras Estórias             | Filha de Sorôco |                                  |
| 1999 | Bem-Vindos ao Paraíso       | Irmã de Pedro   | Curta-metragem                   |
| 1999 | São Jerônimo                | Freira          |                                  |
| 2001 | O Casamento de Louise       | Louise          |                                  |
| 2004 | Vereda Tropical             | Teresa          |                                  |
| 2009 | Em Teu Nome                 | Lenora          |                                  |
| 2010 | Sobre o Menino do Rio       | Alê Félix       | Curta-metragem                   |
| 2012 | Gonzaga - de Pai pra Filho  | Dina            |                                  |
| 2012 | Vendo ou Alugo              | Baby            |                                  |
| 2013 | Os Pobres Diabos            | Creuza          |                                  |
| 2016 | Reza a Lenda                | Tereza          |                                  |
| 2020 | Sem seu Sangue              | Fernanda        |                                  |
| 2020 | Os Escravos de Jó           | Catarina        |                                  |
| 2021 | Homem Onça                  | Sônia           |                                  |
| 2023 | Mais Pesado É o Céu         | Letícia         |                                  |
| 2023 | Miúcha, a voz da bossa nova | Narração        | Documentário                     |

## Teatro
| Ano  | Título                              | Personagem |
| ---- | ----------------------------------- | ---------- |
| 1986 | "As quatro meninas"                 | Beth       |
| 1988 | "Cenas de Outono"                   | Hanako     |
| 1991 | "Os Gigantes da Montanha"           | A Escocesa |
| 1993 | "Epifanias"                         | Agnes      |
| 1993 | "Escola de Bufões"                  | Bufão      |
| 1994 | "O Homem Sem Qualidades"            | Rachel     |
| 1996 | "Ventania"                          | Luzia      |
| 1999 | "Shopping and Fucking"              | Lulu       |
| 2000 | "Quem Tem Medo de Virginia Wolf"    | Honey      |
| 2001 | "Casa de Bonecas"                   | Christine  |
| 2006 | "O Mundo dos Esquecidos"            |            |
| 2010 | "Amadeus"                           | Constance  |
| 2011 | "Um Dia como os Outros"             | Betty      |
| 2011 | "Cozinha e Dependências"            | Charlotte  |
| 2011 | "O Estranho Caso do Cachorro Morto" | Mãe        |
| 2016 | "Ideia Fixa"                        | Ela 1      |
| 2016 | "Ela"                               |            |
| 2018 | "Céus"                              | Dolorosa   |

## Prêmios
Fiesp/Sesi - melhor atriz coadjuvante por Gonzaga, de Pai pra Filho - 2012
| Ano  | Associações                   | Categoria             | Nomeações  | Resultado |
| ---- | ----------------------------- | --------------------- | ---------- | --------- |
| 2022 | Festival SESC Melhores Filmes | Melhor Atriz Nacional | Homem Onça | Pendente  |